# Papa Alessandro I
Alessandro I (Roma, ... – Roma, 3 maggio 115/116) è stato il 6º vescovo di Roma e papa della Chiesa cattolica, all'incirca tra il 105/106 e il 115/116.

## Biografia
Ireneo di Lione, alla fine del II secolo, lo indicò come il quinto papa. Il suo pontificato è stato variamente datato dagli storici: secondo Eusebio di Cesarea nell'Historia Ecclesiastica  regnò dal 108 al 119, mentre il Catalogo Liberiano afferma che il pontificato di Alessandro sia durato sette anni, due mesi e un giorno, dal 109 al 116; infine il Liber pontificalis riporta solo l'ultimo anno di pontificato, il 116, ma indica la durata del medesimo in dieci anni, sette mesi e due giorni.
Secondo una tradizione della Chiesa di Roma, risalente alla fine del V secolo e riportata sul Liber pontificalis, era romano di nascita e svolse il suo ufficio durante il regno di Traiano (98-117). La stessa tradizione afferma che patì il martirio per decapitazione sulla Via Nomentana, a Roma, il 3 maggio.
Gli si attribuisce l'introduzione nel canone del Qui Pridie, le parole commemorative dell'istituzione dell'Eucaristia. Si dice anche che abbia introdotto l'uso di benedire con acqua e sale le case dei cristiani per preservarle dal maligno (constituit aquam sparsionis cum sale benedici in habitaculis hominum, trad: istituì l'aspersione di acqua col sale per benedire le abitazioni degli uomini).

### Traiano e Plinio il Giovane
Durante il suo pontificato intercorse (circa 112) la nota corrispondenza fra Plinio il Giovane, procuratore in Bitinia, e l'imperatore Traiano a seguito di denunce anonime contro i cristiani:
Traiano rispondeva che

## Sepolcro e culto
Nel 1855, nel luogo dove un'antica tradizione faceva avvenire il martirio di Alessandro, fu scoperto un cimitero semisotterraneo dei santi martiri Alessandro, Eventolo, e Teodolo. Secondo alcuni archeologi questo Alessandro corrisponderebbe al Papa e quest'area funeraria segnerebbe il luogo del suo martirio. Duchesne, tuttavia, negava l'identità tra il martire ed il papa, affermando che la confusione fra i due personaggi risalirebbe agli inizi del VI secolo, data di compilazione del Liber Pontificalis. Anche Sant'Ireneo di Lione non faceva alcuna menzione di un suo martirio.
Si dice che le sue reliquie siano state traslate a Frisinga, in Baviera nell'834. La catena con cui secondo la tradizione fu tenuto prigioniero è stata invece collocata a Lucca attorno al 1060, nella chiesa di Sant'Alessandro Maggiore dal vescovo di Lucca Anselmo da Baggio, divenuto poi papa col nome di Alessandro II.
Tradizionalmente venerato come santo, è riportato alla data del 3 maggio in tutti i vecchi martirologi (Martirologio geronimiano, martirologio di Usuardo e Martirologio romano del Baronio), tuttavia la sua memoria non compare più nel nuovo Martirologio romano. La sua festa liturgica viene celebrata il 3 maggio a Barrafranca, ad Alessandria del Carretto, a Corfinio e Mosciano Sant'Angelo dove è venerato come santo patrono.